# Хрещатик (Черкаський район)
Хреща́тик — село в Україні, в Черкаському районі Черкаської області, підпорядковане Мошнівській сільській громаді. У селі мешкає 373 людей.
Біля села знаходиться загальнозоологічний заказник місцевого значення Острів Плавучий.
Село знаходиться на березі річки Рось, якраз біля гирла, де річка Рось впадає в Дніпро.

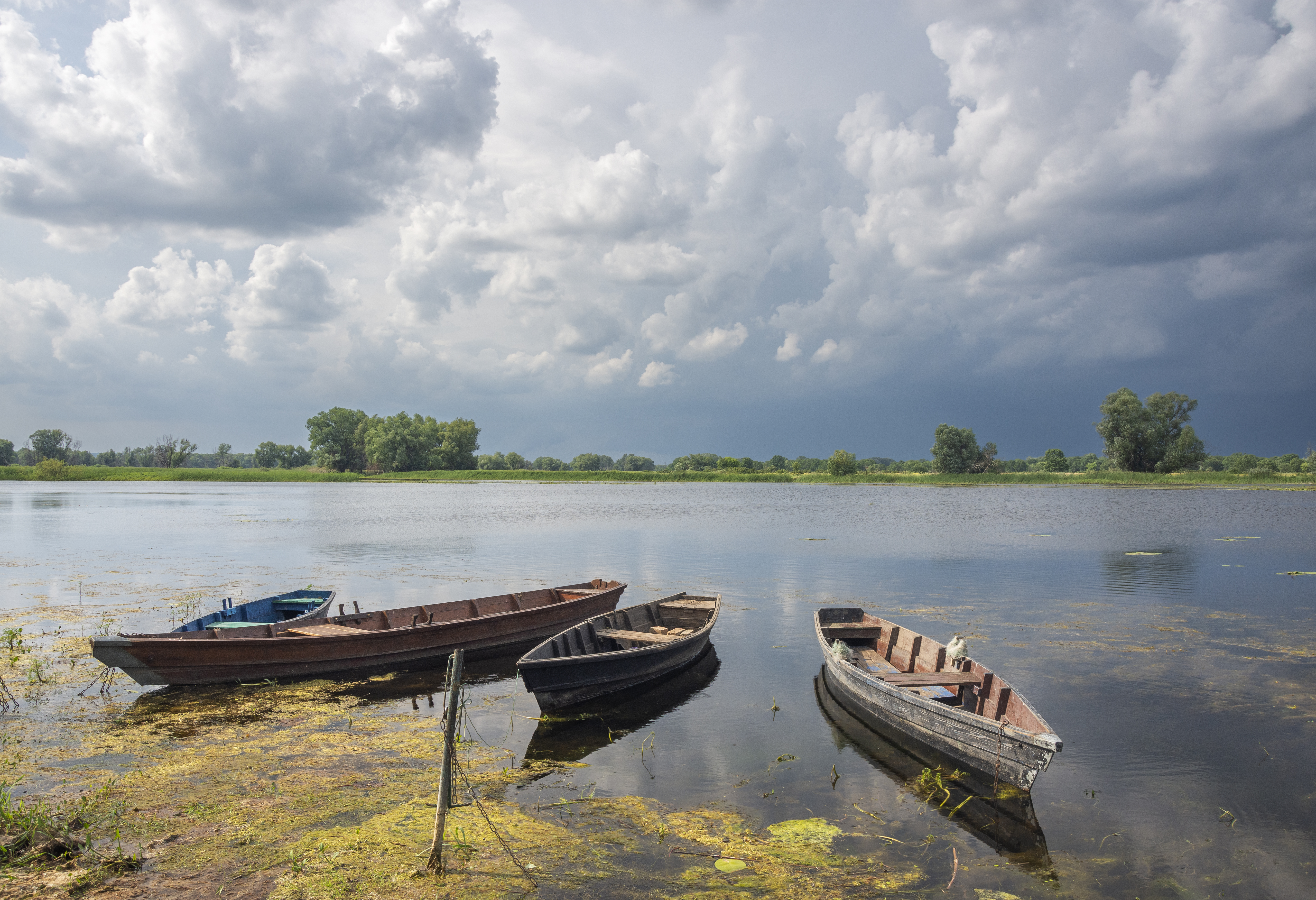
Човни на річці Рось в селі Хрещатик

## Відомі люди
- Бабенко Трохим Іванович (1898—1921) — повстанський отаман (1919 — 1921), керівник Мліївської республіки.